# Евангелие Иуды
Ева́нгелие Иу́ды — древняя христианская апокрифическая рукопись на коптском языке, часть папирусного «Кодекса Чакос», найденного в Египте в 1978 году и датированного 220—340 годами методом радиоуглеродного анализа. Современный перевод впервые опубликован в 2006 году. Рукопись определена в ряд гностических апокрифических (неканонических) евангелий. В тексте Иуда Искариот показан как единственный ученик, которому Иисус Христос открыл все таинства Царства небесного и которого обучал космологии.
На основе текстологической экспертизы, касающейся особенностей диалектных и заимствованных греческих слов, найденный текст — возможный коптский перевод утраченного древнегреческого оригинала, датированного 130—170 годами. Неизвестно, имеет ли данная рукопись отношение к одноимённым текстам, которые критиковались представителями ортодоксального христианства Иринеем Лионским и Епифанием Кипрским в борьбе против гностицизма.

## История

### Сведения отцов церкви о Евангелии Иуды
До находки текста о Евангелии Иуды было известно только из сочинений авторов II века — Иринея Лионского и Епифания Кипрского, которые писали о нём в связи с гностической сектой каинитов (каиниан). По словам Иринея Лионского, каиниане учат, что

так как один Иуда знал истину, то и совершил тайну предательства, и чрез него, говорят они, разрешено всё земное и небесное. Они также выдают вымышленную историю такого рода, называя её «Евангелием Иуды».

Епифаний же сообщает:

Ему же (Иуде) приписывают они преизбыток ве́дения и даже выдают от его имени какое-то сочиненьице, которое называют Евангелием Иуды (…) Одни говорят, что Христос предан Иудою за то, что был зол, хотел ниспровергнуть постановления Закона. Эти похваляют, как сказал я, Каина и Иуду и говорят: «за то предал Его, что он хотел разрушить хорошие учения». А другие из них не говорят сего, а, напротив, говорят, что хотя Христос и благ, но Иуда предал Его по небесному знанию.

### История находки
После её нахождения в 1978 году, рукопись часто переходила от одного владельца к другому и была в плачевном состоянии. Текст большей частью восстановлен и опубликован в 2006 году.

### Датировка
Папирусный Кодекс Чакос, содержащий Евангелие Иуды, был с помощью радиоуглеродного метода датирован 220—340 годом, а текстологическая экспертиза швейцарских учёных установила рубеж III и IV веков. По мнению некоторых исследователей, коптский текст евангелия является переводом утраченного греческого оригинала, датируемого серединой — 2-й половиной II века. Гностическая теология книги, а также явное знакомство автора с текстом канонических Евангелий, не позволяют датировать её более ранним временем. Если отождествлять упоминаемое Иринеем Лионским («Опровержение ересей», I:31, 1) Евангелие Иуды с найденной книгой, то греческий текст датируется не позднее 175—185 года, когда было написано сочинение Иринея.

## Текст Евангелия

### Название
Название «Евангелие Иуды» (коптск. ⲠⲈⲨⲀⲄ̣Ⲅ̣ⲈⲖⲒⲞⲚ Ⲛ̄Ⲓ̣̈ⲞⲨⲆⲀⲤ) подписано на последнем листе найденной папирусной рукописи. В названии употреблён родительный падеж, а не предложная конструкция, переводимая на русский язык с помощью предлога «от», как в названиях канонических Евангелий. Ириней и Епифаний также упоминают именно о «Евангелии Иуды». Тем не менее, в отечественной публицистике и некоторых переводных изданиях закрепился неправильный перевод названия книги «Евангелие от Иуды».

### Содержание
Начало: «Сокровенное слово откровения Иисуса в беседе с Иудой Искариотом на протяжении восьми дней, за три дня до того, как Он празднует Пасху».
Оглавление:
- Земное пастырство Иисуса[13]

Сцена 1. Иисус беседует с учениками: благодарственная молитва или евхаристия
- Возмущение учеников[16]
- Иисус говорит с Иудой наедине[17]

Сцена 2. Иисус является вновь — два раза — ученикам
- Ученикам привиделся Храм, и они его обсуждают[19]
- Иисус предлагает аллегорическую интерпретацию видения Храма[20]
- Иуда расспрашивает Иисуса об этом поколении и поколениях людских[21]

Сцена 3. Иуда описывает собственное видение, а Иисус ему отвечает
- Иуда осведомляется о собственной судьбе[22]
- Иисус учит Иуду космологии: Дух и Саморожденный[23]
- Адамас и светила[24]
- Космос, хаос и преисподняя[25]
- Архонты и ангелы[26]
- Создание человечества[27]
- Иуда расспрашивает о судьбе Адама и человечества[28]
- Иисус обсуждает с Иудой и остальными уничтожение нечестивцев [29][30]
- Иисус говорит о крещёных и об акте выдачи-предательства(?) Иудой[31][32]
- Заключение: Иуда выдаёт Иисуса первосвященникам[33]

Заключительные слова: Евангелие Иуды

### Космология Иисуса Христа
Иисус рассказывает Иуде, что был великий, невидимый и безымянный Дух в великом, беспредельном царстве. В нём появилась светящаяся туманность (скопление, туча, облако). По словесному приказу Духа, для службы Ему, из туманности явился Саморождённый, великий ангел. Что вызвало рождение четырёх других ангелов из другой туманности, эти ангелы стали служить Саморождённому. Божественный Саморождённый создал [неразборчиво…], первое светило и мириады ангелов для службы тому. Затем он приказал появиться светлому эону, второму светилу и мириадам новых ангелов для службы. И так Он создал остальные эоны света с мириадами служащих ангелов.
В начальной светящейся туманности был Адамас, который [неразборчиво…] по образу и подобию ангела. Адамас явил (сотворил) нетленное поколение Сифа (Seth)… двенадцать… двадцать четыре. Адамас явил (создал) семьдесят два светила нетленного поколения, — согласно воле Духа. Эти семьдесят два светила явили триста шестьдесят светил нетленного поколения, опять же по воле Духа так, чтобы числом пять для каждого. Двенадцать эонов двенадцати светил составляют их Отца, и шесть небес в каждом эоне. Итого небес — семьдесят два — по числу семидесяти двух светил, и на каждое небо и светило по пять небесных сводов, в целом 360 небесных сводов. Дана им власть и бесчисленное воинство ангелов для славы и служения. А также «девственные» — духи для славы и служения всем эонам, небесам и небесным сводам.
Это множество бессмертных зовётся космосом или тленным миром. Зовётся оно так Отцом и семьюдесятью двумя светилами, которые с Саморождённым и его семьюдесятью двумя эонами. В этом космосе явился первый человек с нетленными силами. Его эон содержит туманность знания и ангела и называется «El». Далее звучит приказ родиться двенадцати ангелам для царствования над хаосом и миром. Из туманности появляется ангел с лицом, испускающим пламя и залитым кровью; его имя — Невро/Небро (Nebro), означающее «апостат», другие зовут Ялдаваоф/Ялдабаот (Ialdabaoth). Из туманности вышел ещё один ангел — Сакла/Саклас (Saklas). Небро создал шестерых ангелов, и Сакла столько же; каждый из 12 ангелов на небесах получил свою часть небес.
Двенадцать архонтов (верховных) обращаются к двенадцати ангелам, чтобы каждый из них [неразборчиво…]!
Первый — [С]эт (Seth), называемый Христом (Christ).
Второй — Армафоф/Арматот (Harmathoth)…
Третий — Галила (Galila).
Четвёртый — Иобел/Иовел (Iobel).
Пятый — Адонай/Адонаиос (Adonaios).
Они — пятеро — царят над порочным миром, и прежде всего над хаосом.
Саклас (Saklas) обращается к своим ангелам: давайте создадим человека «по подобию и образу»; и они смастерили Адама и жену его Еву, что в туманности зовётся Зоей (Zoe). Архонт обещал Адаму и его детям долгую жизнь.

## Трактование
Доступная для прочтения часть текста была воспринята некоторыми как доказательство сенсационного факта: Иуда не был предателем и выдал Христа римлянам по его же просьбе. Иуда был, наоборот, самым успешным учеником, и единственным, кого Спаситель избрал для того, чтобы открыть всю истину. Так Христос обращается к Иуде со словами: «Приди, дабы я мог научить тебя тайнам, которых не видел никто никогда» — после чего следует описание откровения. Изложенные в евангелии разговоры Иисуса с учениками (в частности эпизод, где они все — кроме Иуды — просят Христа растолковать их коллективное видение о жестоком жертвоприношении во имя Господа, а тот объясняет, что совершающие его — и есть сами ученики, а жертвы — толпа, которую они вводят в заблуждение) дают основание полагать, что один лишь Иуда целиком и полностью понял замысел Христа, и именно потому он согласился сыграть в нём важную роль, отказавшись от всего — славы в веках, признания своего евангелия и даже самой жизни.
Однако среди исследователей рукописи существует и другое трактование: Иуда был всего лишь гордецом среди прочих учеников, и Иисус, заранее зная о намерении Иуды предать его, пытался указать Искариоту, что тот встал на ложный путь. Внимание читателей обращено на тот факт, что знаменитые строчки: «Но ты превзойдёшь их всех. Ибо в жертву принесёшь человека, в которого я облачён» — следуют в тексте сразу после упоминания о творящих «всё, что есть зло», значит, Иуда превзойдёт их вовсе не в хорошем смысле, а наоборот.
Также принципиальное отличие данного евангелия от канонических заключается в трактовании миропонимания и мироустройства бытия, что, конечно же, не могло не вызвать протест у Церкви. В частности в тексте утверждается, что человеческий род создал не Бог, а ангел Саклас, помощник ангела-отступника Небро, «чьё лицо сверкает огнём, а облик осквернён кровью».

## Упоминания в художественной литературе
- Подзаголовок «Евангелие от Иуды» первоначально носил роман Владимира Короткевича «Христос приземлился в Гродно» (1972)
- Роман «Евангелие от Иуды» (1973) польского писателя Генрика Панаса (1912—1985).
- Роман братьев Стругацких «Отягощённые злом, или Сорок лет спустя», где излагается такая же версия: Иуда предал Христа по его же указанию.
- Важную роль играет «Евангелие от Иуды», замаскированное под «Математику» Замолея, в романе Бориса Акунина «Алтын-толобас»